# Quinto Licinio Modestino
Quinto Licinio Modestino Sexto Atio Labeón (en latín: Quintus Licinius Modestinus Sextus Attius Labeo) fue un senador romano que vivió en el siglo II, y desarrolló su cursus honorum bajo los reinados de Adriano, Antonino Pío, y Marco Aurelio. Fue cónsul sufecto en el año 146 junto con Gneo Claudio Severo Arabiano, su vida se conoce casi exclusivamente por inscripciones.

## Carrera política
Una inscripción encontrada en la ciudad de Castrimoenium (actual Marino), nos proporciona detalles de su cursus honorum. Modestino comenzó su carrera como uno de los decemviri stlitibus iudicandis, parte del vigintivirato, cargo cuyo ejercicio era un primer paso hacia la entrada al Senado romano. Mireille Corbier interpreta que el ejercicio de este cargo y la falta de servicio como tribuno militar convierte a Modestino en "predestinado a la carrera administrativa". Su siguiente puesto fue como cuestor del gobernador proconsular de África, con lo que fue inscritó en el Senado. Siguieron otras dos magistraturas republicanas tradicionales: tribuno de la plebe y pretor.
Una vez que completó su mandato como pretor, Modestino fue curator de la Via Salaria, que Géza Alföldy estima que fue desde alrededor del año 138 hasta alrededor del 141. A esto le siguió el puesto de prefecto del aerarium Saturni; aunque Alföldy data su mandato alrededor de los años 141 a 144, Corbier ha argumentado en su monografía sobre los prefectos de los tesoros romanos que su mandato se extendió desde el año 138 al 140. Mientras que ser prefecto del tesoro de Saturno en la mayoría de los casos conducían inmediatamente después al consulado, Modestino fue en cambio gobernador de la provincia senatorial de Acaya para el periodo 144-145. Sin embargo, Corbier enumera a otros dos hombres que ocuparon un cargo de gobernador propretoriano antes de acceder al consulado.
Modestino también era miembro de varios colegios sacerdotales romanos. Estos incluían la pertenencia al colegio de los feciales, a los sodales Augustales y al de los Quindecimviri sacris faciundis, el sacerdocio romano encargado de la custodia y el cuidado de los oráculos sibilinos.